# Nizerolles
Nizerolles é uma comuna francesa na região administrativa de Auvérnia-Ródano-Alpes, no departamento Allier. Estende-se por uma área de 18,06 km². Em 2010 a comuna tinha 321 habitantes (densidade: 17,8 hab./km²).